# Právo
Právo (deutsch Recht; Untertitel Nezávislé Noviny, deutsch Unabhängige Zeitung) ist eine in der Tschechischen Republik montags bis samstags erscheinende linksgerichtete Tageszeitung. Redaktionssitz und Erscheinungsort ist Prag.
Sie ist inoffizielle Nachfolgerin der Tageszeitung Rudé právo, einem Organ der Kommunistischen Partei der Tschechoslowakei, die bis Ende 1990 herausgegeben wurde. Die Nachfolgerin behielt zunächst den früheren Namen bei, seit dem 18. September 1995 erscheint die Zeitung unter dem heutigen Namen.
Die Právo wird herausgegeben von Borgis, a.s., einer Aktiengesellschaft, die ausschließlich die Právo und ihre Beilagen herausgibt.
Die verkaufte Auflage liegt bei über 160.000 Exemplaren, die Zeitung wird von knapp 500.000 Menschen gelesen.
Die Právo erscheint montags bis samstags. Mittwochs enthält die Zeitung die Beilage Dům a bydlení (Deutsch: Haus und Wohnen). Freitags enthält die Zeitung die Beilage Magazín + TV.